# Pralboino
Pralboino là một đô thị thuộc tỉnh Brescia trong vùng Lombardia ở Ý. Đô thị này có diện tích 17 km², dân số 2578 người.
Đô thị này có các làng sau: S. Maria degli Angeli.
Đô thị này giáp với các đô thị sau: Gambara, Gottolengo, Milzano, Ostiano, Pavone del Mella, Seniga.